# 国鉄タキ2000形貨車
国鉄タキ2000形貨車（こくてつタキ2000がたかしゃ）は、かつて日本国有鉄道（国鉄）に在籍した私有貨車（タンク車）である。

## 概要
本形式は、アルミナ専用の30t 積タンク車として1951年（昭和26年）3月16日から1958年（昭和33年）12月9日にかけて44両（タキ2000 - タキ2043）が汽車製造、日本車輌製造、新潟鐵工所、川崎車輛の4社にて製作された。

本形式の他にアルミナを専用種別とする形式は、タキ6400形（44両）、タキ7400形（29両）、タキ8400形（15両）、タキ8450形（7両）、タキ10500形（1両）、タキ17900形（13両）、ホキ3000形（8両）、ホキ4050形（5両、その後ホキ3000形へ改番）の8形式があり、本形式はタキ6400形と並ぶ最多両数形式であった。
所有者は、昭和電工、日本軽金属の2社でありそれぞれの常備駅は、東海道本線貨物支線（通称、高島線）の新興駅、清水港線の三保駅（現在は路線、駅共に廃止）である。
ドーム付き直円筒型のタンク体は、普通鋼（一般構造用圧延鋼材、SS41現在のSS400）製でロットによりハッチ（積込み口）の数、形状が異なっている。荷役方式はタンク上部のハッチからの上入れ、積み下ろしは所有者による違いがあり昭和電工所有車はハッチからのホースによるバキューム吸い込み、日本軽金属所有車はエアスライド使用による下出し方式である。
車体色は黒色、寸法関係は全長は14,300mm、全幅は2,500mm、全高は3,444mm、台車中心間距離は10,000mm、実容積は43.0m3、自重は16.2t - 21.2t、換算両数は積車4.5、空車1.6であり、台車はベッテンドルフ式のTR41である。
最後まで在籍した11両（タキ2017 - タキ2024、タキ2026 - タキ2028）が1984年（昭和59年）4月27日に廃車となり同時に形式消滅となった。